# Hamdan Al Kamali
Hamdan Ismail Mohammed Al-Kamali, plus connu sous le nom de Hamdan Al-Kamali (arabe : حمدان الكمالي), né le 2 mai 1989 à Abou Dabi, est un joueur de football international émirati. Il évolue actuellement au poste de défenseur central avec Shabab Al-Ahli en première division émiratie.

## Biographie
Le 29 janvier 2012, il est prêté cinq mois à l'Olympique lyonnais avec une option d'achat, où il évoluera dans un premier temps avec l'équipe réserve en CFA.

## Palmarès
- Avec l'Al-Wahda :
  - Champion des Émirats en 2010.
  - Vainqueur de la Supercoupe des Émirats en 2011.

### En sélection nationale
- Troisième de la Coupe d'Asie 2015.